# Gabriel Lalemant

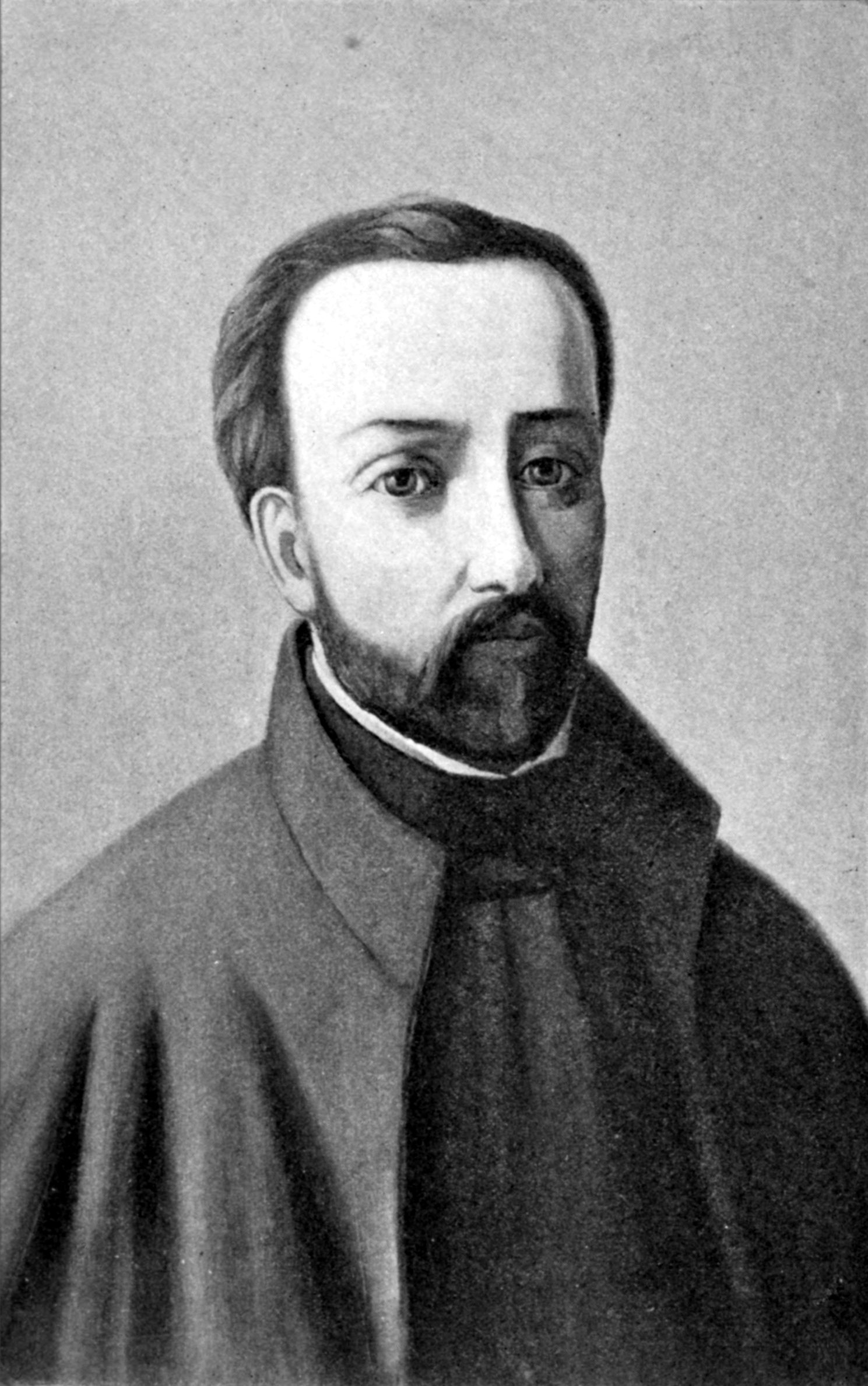
Der Jesuitenpriester und Missionar Gabriel Lalemant.

Gabriel Lalemant S.J. (oder Gabriel Lallemant) (* 3. Oktober 1610 in Paris; † 17. März 1649 an der Georgsbucht) war ein französischer Priester und Jesuit in Neufrankreich. Er wurde in einen Krieg zwischen den Huronen und der Irokesen-Konföderation verwickelt und wurde von Mohawk-Kriegern getötet. Er wird als einer der Kanadischen Märtyrer verehrt.

## Leben
Gabriel Lalemant war der Neffe von Jérôme Lalemant, zeitweise Leiter der Jesuitenmission in Neufrankreich und Provinzial des Ordens in Québec, sowie Charles Lalemants, der erste Superior der Jesuitenmissionen unter den Huronen in Neufrankreich.

### Bildung
Gabriels Eltern waren ein französischer Anwalt und seine Frau. Er war das dritte von sechs Kindern, von denen insgesamt fünf in eine Ordensgemeinschaft eintraten. Zwei von Gabriels Onkeln waren damals bereits als Jesuitenmissionare in Neufrankreich.
1630 trat Gabriel den Jesuiten bei und 1632 legte das Gelübde ab, sich auf Auslandsmissionen zu begeben. Er studierte von 1632 bis 1635 am Collège in Moulins. Von 1635 bis 1639 studierte er Theologie in Bourges und wurde dort 1638 zum Priester geweiht. Darauf lehrte er an drei verschiedenen Schulen und war Professor für Philosophie in Moulins. Seine wiederholten Bitten, nach Neufrankreich zu gehen, wurden von seinen Vorgesetzten abgelehnt, auch wegen seiner schlechten Gesundheit. Schließlich intervenierte sein Onkel Jérôme, Leiter der kanadischen Mission, zu seinen Gunsten.

### Mission in Neufrankreich
Im September 1646 kam Gabriel in Quebec an, wo er die ersten Monate die Sprache und Bräuche der Huronen studierte. François-Joseph Bressani, ein Mitmissionar in Neufrankreich, bezeichnete ihn als einen Mann mit äußerst schwacher Konstitution. In den ersten zwei Jahren arbeitete Gabriel in und um Quebec und im Handelszentrum Trois Rivières. Im September 1648 wurde er als Assistent von Jean de Brébeuf in das Land der Huronen und in die Mission nach Sainte-Marie-des-Hurons versetzt. Im Februar 1649 ersetzte er Noël Chabanel in der Mission von Saint Louis.
Im März 1649, als die meisten Huronen-Krieger weg waren, griffen 1.200 Irokesen die Siedlung Saint Ignace an. Einige Überlebende flohen um das Dorf St. Louis zu warnen. Achtzig Huronen-Krieger kämpften um die Angreifer aufzuhalten und den Alten, Frauen und Kindern die Flucht zu ermöglichen. Lalemant und Brébeuf blieben bei den Kriegern und wurden gefangen genommen. Man brachte sie zur nahe gelegenen Mission in Saint Ignace. Beide wurden rituell gefoltert bevor sie getötet wurden: Jean Brebeuf starb am 16. März 1649 und Gabriel Lalemant am Folgetag.
Nach dem Rückzug der Irokesen-Krieger aus dem Gebiet gingen sieben Franzosen am 19. März nach St. Ignace, um die Leichen der Jesuiten und Huronen zu bergen. Sie brachten sie nach Sainte-Marie zurück, wo sie begraben wurden. Ihre Reliquien werden heute im Märtyrerschrein in Midland (Ontario) aufbewahrt.

### Gedenken
Lalemant wurde am 21. Juni 1925 selig- und am 29. Juni 1930 von Papst Pius XI. heiliggesprochen. Er ist einer der acht Kanadischen Märtyrer.

## Galerie

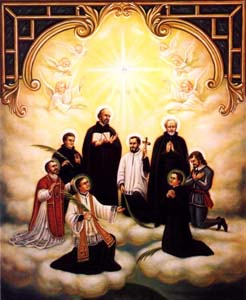
Gedenkbild der Kanadischen Märtyrer.
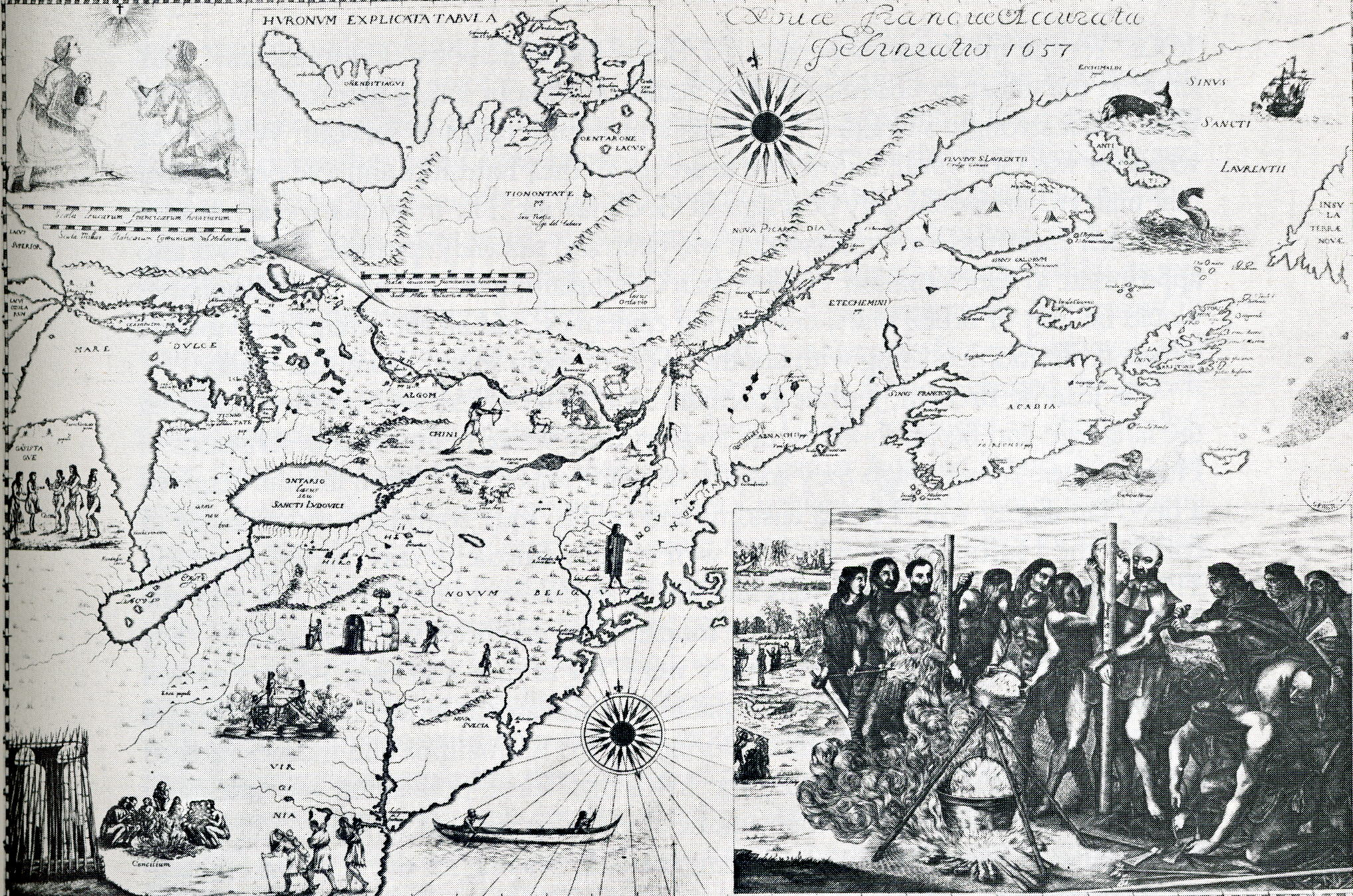
Eine Karte von 1657 bildet das Martyrium von Jean de Brébeuf und Gabriel Lalemant ab.
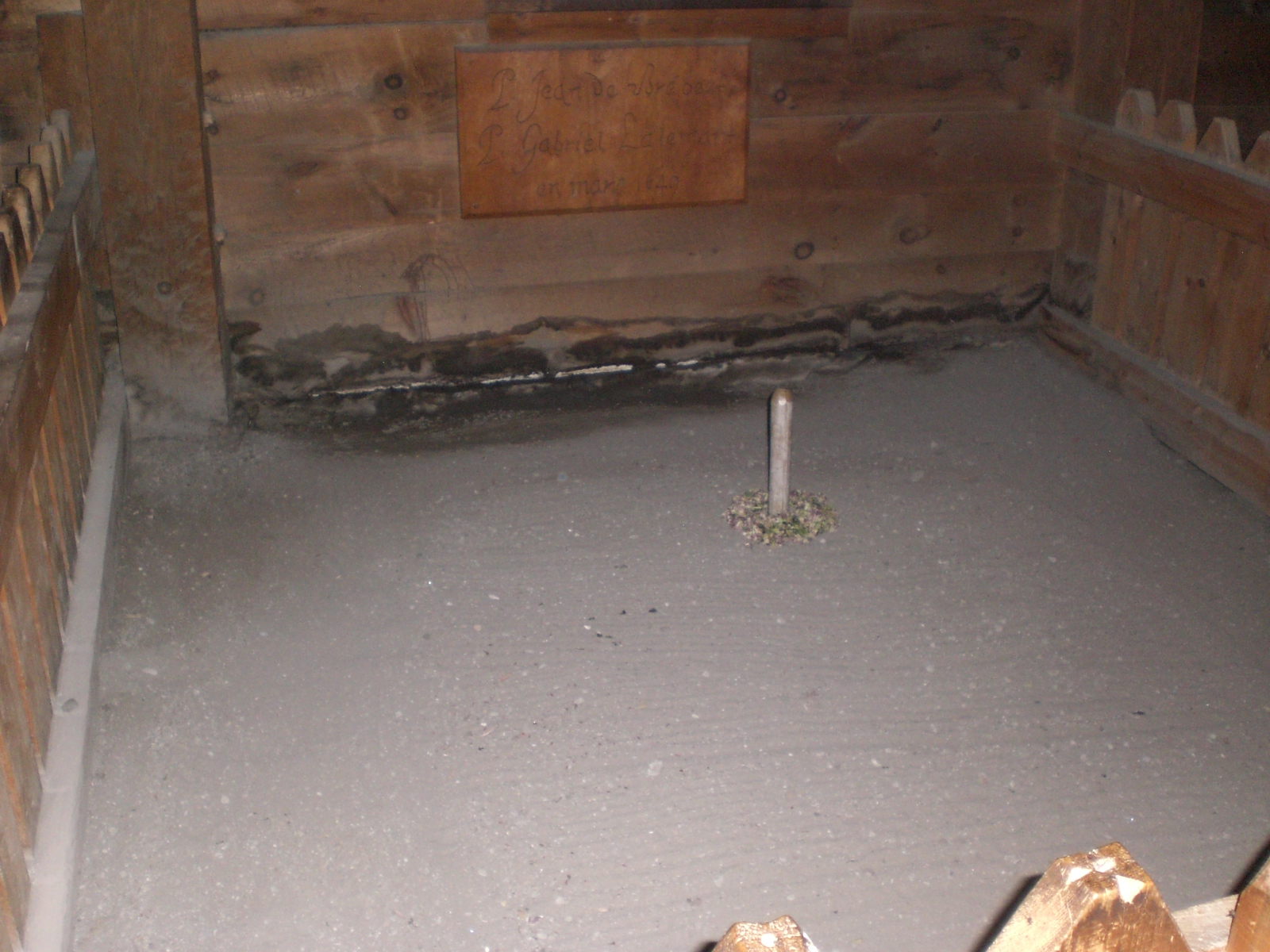
Grabstelle von Brebeuf und Lalemant.